# Munro Chambers
Munro Skylear Chambers (Ajax, 29 de julio de 1990), más conocido como Munro Chambers, es un actor canadiense, que es más conocido por su trabajo como Wilder en The Latest Buzz. Su hermano gemelo, Thomas Chambers, también es actor. Su primer papel fue en un comercial de McDonad's.

## Biografía
Nacido el 29 de julio de 1990, Munro creció en Ajax, Ontario, Canadá, junto a su hermano gemelo Thomas y su hermano menor llamado Michael.  Empezó a darse a conocer a una mayor audiencia gracias a Eli Goldsworthy, su personaje en Degrassi, y por su papel en The Latest Buzz, encarnando a Wilder. Hubo una posibilidad de que un spin-off de esta serie llamado Meet The Wilders ocurriera, pero nunca le dieron la luz verde. También es muy conocido por su afición al hockey y la música rap.

## Filmografía
| Series y películas | Series y películas            | Series y películas | Series y películas |
| Año                | Título                        | Personaje          |                    |
| ------------------ | ----------------------------- | ------------------ | ------------------ |
| 1998-2001          | Little Men                    | Rob Bhaer          |                    |
| 2003               | Good Fences                   | Billy              |                    |
| 2003               | A Wrinkle in Time             | Sandy Murray       |                    |
| 2004               | Godsend                       | Max Shaw           |                    |
| 2004               | Still Game                    | Jack Jnr           |                    |
| 2005               | Bailey's Billion$             | Max Rizzo          |                    |
| 2005               | Murder in the Hamptomps       | Greg Ammon         |                    |
| 2007-2010          | The Latest Buzz               | Wilder             |                    |
| 2010-2015          | Degrassi: The Next Generation | Eli Goldswrothy    |                    |
| 2011               | Beethoven Navidad             | Mason              |                    |
| 2013               | Cracked                       | Trey               |                    |
| 2014               | The Stanley Dynamic           | Rupert             |                    |
| 2014               | The Divide                    | Noah               |                    |
| 2015               | Remedy                        | Tommy              |                    |
| 2015               | 'Turbo Kid                    | The kid            |                    |

### Videojuegos
| Año  | Título             | Rol            | Notas         |
| ---- | ------------------ | -------------- | ------------- |
| 2020 | Watch Dogs: Legion | Jackson Pearce | Bloodline DLC |